# Tempel des Quirinus
Der Tempel des Quirinus (lateinisch: aedes Quirini oder templum Quirini) wurde in Rom zur Zeit der Republik Anfang des 3. Jahrhunderts v. Chr. auf dem Quirinal erbaut.

## Geschichte
Quirinus, von dem der Hügel seinen Namen hat, galt seit dem 3. Jahrhundert v. Chr. als der vergöttlichte Romulus. Er dürfte dort schon vorher in einem Hain oder an einem Altar verehrt worden sein. Während des Galliersturmes zu Beginn des 4. Jahrhunderts v. Chr. vergruben die Vestalinnen an dieser Stelle die heiligen Gegenstände aus dem Vestatempel. Der Bau des Tempels geht auf L. Papirius Cursor zurück, der 310 oder 309 v. Chr. während einer Schlacht gegen die Samniten für den Fall eines Sieges einen Tempel gelobt hatte. Eingeweiht wurde er jedoch erst 293 v. Chr. von seinem Sohn, dem Konsul Lucius Papirius Cursor (nach dem vorcaesarischen Kalender der fasti Antiates am 17. Februar, dem Tag der Quirinalien). Vielleicht ersetzte er sogar einen bereits bestehenden Tempel – jedenfalls galt er als einer der ältesten in Rom. Im Jahr 206 v. Chr. wurde er vom Blitz getroffen und ein Jahr später restauriert, wie eine durch den Praetor Lucius Aemilius angebrachte Widmung mitteilt. Gaius Memmius schenkte 56 v. Chr. dem Tempel möglicherweise eine neue Kultstatue. 49 v. Chr. wurde der Tempel durch ein Feuer beschädigt, wenn nicht fast zerstört. Er muss sehr bald repariert worden sein, denn der Senat errichtete darin 45 v. Chr. eine Statue für Cäsar als ϑeός ἄνίκτoς, „unbesiegbarer Gott“. Im Jahre 16 v. Chr. wurde der Tempel von Augustus vollständig wieder aufgebaut und am 29. Juni neu geweiht. Erwähnt wird der Tempel in der Literatur bis ins 4. Jahrhundert. Nach dem Verbot heidnischer Kulte wurde er wahrscheinlich im 4./5. Jahrhundert n. Chr. geschlossen.

## Lage
Zwar sind vom Tempel keine sichtbaren Überreste vorhanden, aber aufgrund der 2007 in den Gärten des Quirinals durchgeführten Georadar-Untersuchungen lokalisierte Andrea Carandini den Tempel genau unter dem Präsidentenpalast. Filippo Coarelli, der die Ergebnisse alter und neuer (unveröffentlichter) Ausgrabungen auswertete, gelangte dagegen zu dem Schluss, dass sich der Tempel unter dem Palazzo Barberini, im Bereich zwischen Via Barberini und Via delle Quattro Fontane befunden haben musste.
Jedenfalls muss man sich den Quirinustempel auf einer Erhebung und umgeben von einem heiligen Wäldchen vorstellen, wobei er offenbar an die Servianische Mauer grenzte und in der Nähe der Porta Quirinalis und der wichtigen Verkehrsader lag, der Alta Semita.

## Beschreibung
Der augusteische Bau wird in verschiedenen Quellen erwähnt, was eine Rekonstruktion möglich macht. Er wurde nach dem Vorbild von Chersiphrons Artemis-Tempel in Ephesus (4. Jahrhundert v. Chr.) gebaut. Er hatte sechsundsiebzig dorische Säulen, zwei Reihen von je fünfzehn an den Seiten und eine doppelte Reihe von acht an jedem Ende.
Der Tempel befand sich auf einer hohen und breiten Plattform, auf der sich auf jeder der Längsseiten zwei lange dorische Portiken mit etwa dreißig Säulen in zwei Reihen befanden, die über zwei Stufen erreicht wurden, bekannt als von Müßiggängern bevölkerte porticus Quirini und von Bäumen umschattet. In die Fassade des Quirinustempels war ein Schrein der Argei integriert, die Mauern hatte schon der jüngere Cursor mit erbeuteten Waffen der Samniten schmücken lassen, und er brachte am Tempel die erste Sonnenuhr Roms an. Vor dem Tempel waren zwei Myrtensträucher gepflanzt: einer stand für die Patrizier und einer für die Plebejer. Ihr Zustand zeigte angeblich die Kraft bzw. Schwäche der beiden Stände und oftmals Kontrahenten an. In seiner Nähe befanden sich kleinere kultische Gebäude, vor allem das der Göttin Hora Quirini geweihte, sowie der Versammlungsort der Salier-Priesterschaft. 
Der Giebel des Tempels ist bekannt durch seine Darstellung auf den Fragmenten der sogenannten Hartwig-Reliefs aus der flavischen Zeit (im Museo delle Terme). Diese zeigen eine Opferprozession vor einem Tempel (der gens Flavia). In der Darstellung ist die Ostseite des Quirinustempels mit den an der Gründung der Stadt beteiligten Figuren zu sehen.

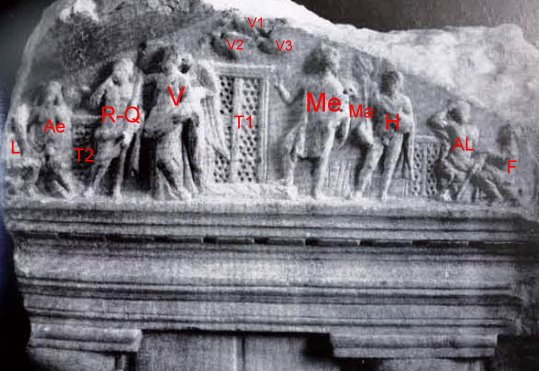
Relief mit dem Giebel des Quirinustempels

Auf dem Relief wird Romulus-Quirinus durch eine Victoria (V) und einen Mars (Ma) zur Apotheose geführt. Die Szene spielt sich vor einem Tempel ab, der durch drei Cellatüren (T1–3) gekennzeichnet ist. Die Tür in der Mitte, die Romulus (R–Q) auf ein Zeichen von Merkur (Me) durchschreiten will, ist die höchste und wird von drei Vögeln überflogen, ein Bezug auf den Gründungsmythos Roms. Hinter Merkur steht Herkules (H), der aufgrund seiner Verbindungen zu Mars und zu den Legenden von Palatin und Ara Maxima präsent ist. Links und rechts sind in den Zwickeln zwei Paare dargestellt, wohl Aeneas und Lavinia (Ae und L), mögliche Personifizierung von Lavinium, und Acca Larentia und Faustulus (AL und F). Jedes Paar wurde wahrscheinlich von einem Tier begleitet, einem Wolf in der Nähe von Faustulus und einer Sau in der Nähe von Aeneas, was an die Legende von Romulus und Remus und die der Gründung von Lavinium erinnert.
Dieses Relief war Teil eines ideologischen Programms von Augustus, seine Familie mit den verschiedenen Legenden im Zusammenhang mit der Gründung Roms zu verbinden.